# Panaspis togoensis
Panaspis togoensis (змієокий сцинк тоголезький) — вид сцинкоподібних ящірок родини сцинкових (Scincidae). Мешкає в Західній і Центральній Африці.

## Опис
Довжина сцинка Panaspis togoensis становить 14 см, а без врахвування хвоста — 65-6 см. Голова покрита симетричними пластинками, зіниці округлі. Слуховий отвір невеликий, однак добре помітний. Спині луски гладкі. На кожній кінцівці по 5 пальців. Хвіст відносно довгий, у 1,3-1,6 разів довший за решту тіла. Спина коричнева, нижня частина спини червонувата, хвіст і стегна задніх лап червоні або коричнюваті. Передня частина боків темніша за спину. Нижня сторона голови і тіла повністю білувата. 

## Поширення і екологія
Тоголезькі змієокі сцинки мешкають в Сенегалі, Гвінеї, Малі, Кот-д'Івуарі, Буркіна-Фасо, Гані, Того, Беніні, Нігерії, Камеруні і Центральноафриканській Республіці, можливо також в Чаді. Вони живуть в саванах і тропічних лісах, серед опалого листя, часто у вологих місцях поблизу водойм. Зустрічаються на висоті до 1200 м над рівнем моря.